# Jean Wolters van de Poll
Pour les articles homonymes, voir Poll.
Jean Wolters van de Poll, (en néerlandais : Jan Wolters van de Poll) né le 2 juin 1759 à Amsterdam (Provinces-Unies)  et décédé le 30 janvier 1826 dans la même ville, est un homme politique hollandais et français.

## Biographie
Jean Wolters van de Poll est né le 2 juin 1759 à Amsterdam. Il étudie le droit et est reçu docteur. Il remplit successivement les fonctions de conseiller à Amsterdam jusqu'en 1795, d'échevin, de bourgmestre (1808-1810) de cette ville, de kerkmeester de l'Église anglicane et conseiller d'État sous l'administration du roi Louis Bonaparte.
Napoléon l'appela au Sénat conservateur le 30 décembre 1811, le créa comte de l'Empire le 13 mars 1811 et le fit Grand Croix de l'Ordre de la Réunion.
Van de Poll n'a pas laissé de fils de son mariage avec Bregjié Agatha de Smeth, fille de Théodore de Smeth, seigneur d'Alphen, baron de Deurne, de Leisel et de Rietveld. Ses cinq filles sont mortes en bas âge.
Il est mort à Amsterdam en 1826.

## Sources
- « Jean Wolters van de Poll », dans Adolphe Robert et Gaston Cougny, Dictionnaire des parlementaires français, Edgar Bourloton, 1889-1891 [détail de l’édition]